# Theodore Garbade

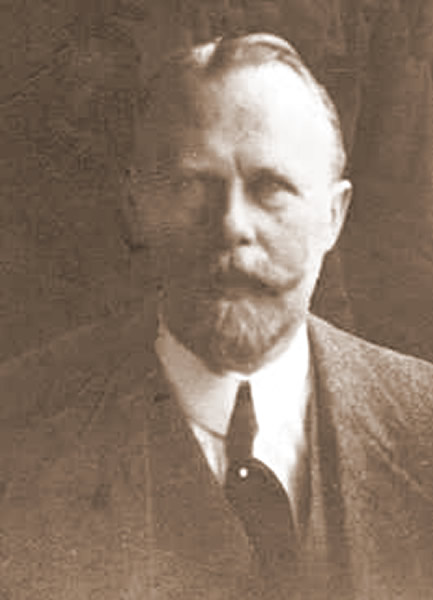
Theodore Garbade (1916)

Theodore Dietrich Garbade (* 12. September 1873 in Bremen; † 26. Januar 1961 in Flims) war ein deutsch-schweizerischer Kaufmann und Bankier. Er war Präsident des Verbandes der Zigarrenhersteller Kubas und Mitglied der Handelskammer von Kuba bis 1916.

## Biografie
Als junger Mann zog er von Bremen nach Kuba, wo er vorerst als Blatteinkäufer für die Tabakindustrie arbeitete.
Er war Präsident des Verbandes der Zigarrenhersteller Kubas und Mitbegründer des „Deutscher Verein 1901“ in Havanna.

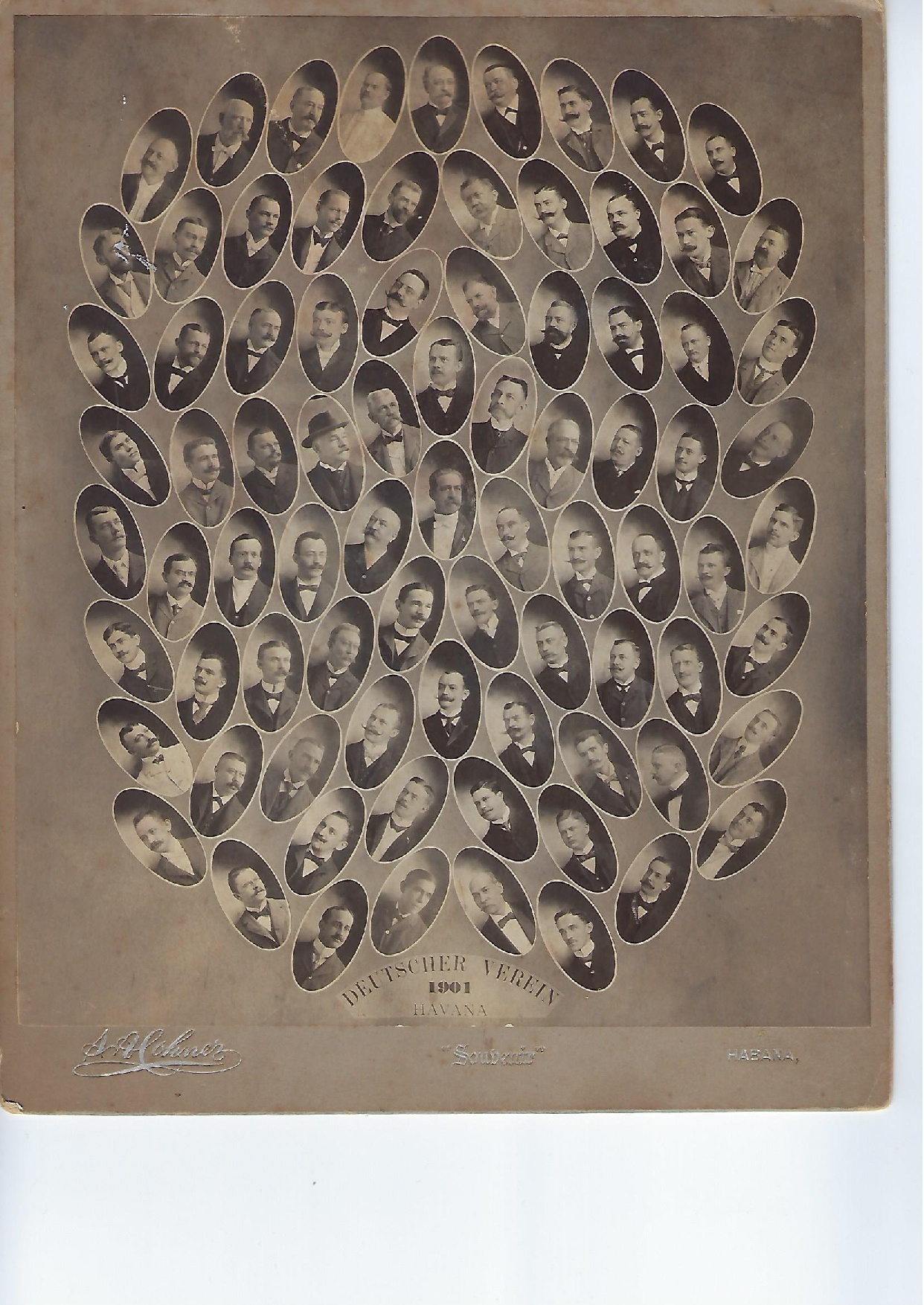
Deutscher Verein 1901

 Im Mai 1899 erhielt Theodore Garbade eine Vollmacht von Gustav Adolf Runken, durch die er zum vollwertigen Geschäftsführer der Tabakfirma „H. Upmann“ wurde, welche 1844 in Havanna durch die Bremer Brüder Hermann und Augustin Upmann gegründet wurde. 1905 wurde die zweite Generation Upmann (Heinrich Albert Upmann y Brassecke) in die Firma eingebracht. Durch Hermann Upmann trat er in die von dessen Vater Hermann Dietrich Upmann gegründete Zigarrenfabrik H. Upmann ein und wurde Partner des Bankhauses H. Upmann & Co. 1911 wurde Theodore Garbade mit einem Kapital von 30.000 Peso und einem Gewinnanteil von 20 % und als Geschäftsführer akzeptiert. Durch ständig wechselnde Geschäftspartner kam es zu Wechseln in der Struktur der Firma. 1913 waren diese Heinrich und Hermann Albert Upmann und Theodore Garbade. Das Betriebskapital belief sich auf 200.000 spanische Goldmünzen, davon hatte er 50.000 spanische Goldmünzen eingebracht. 1916 verließ Theodore Garbade Kuba und das Unternehmen. Bis 1916 war Garbade im Direktorium der Kubanischen Handelskammer, der Cámara de Comercio de la República de Cuba. Am 4. April 1917 trennte sich Theodor Garbade, der durch seinen Bevollmächtigten Friedrich Friedemann vertreten wurde, von der Firma. Bei seinem Austritt erhielt er 47.170,47 Goldpeso (= 50.000 spanisches Gold). In der Firma verblieben zum ersten Mal in ihrer Geschichte nur Familienmitglieder, jetzt Hermann Albert und Albert Heinrich Upmann. Ca. 1921 ging „H. Upmann y Compañia” bankrott. Die Tabakmarke “H. Upmann“ (geschätzt auf ca. 300.000 bis 400.000 Peso) wurde für 200.000 Peso verkauft und existierte bis in die Gegenwart. In Havanna gibt es eine Tabakfabrik, die „H. Upmann“ heißt.
Theodore Garbade spielte eine bedeutende Rolle im Streit um die Zollabgaben zwischen Kuba und den Vereinigten Staaten. Die von Präsident Woodrow Wilson eingeführte Revenue Act of 1913, auch bekannt als die Tariff Act, oder die Underwood Act, legte gesetzlich die niedrigsten Raten für Amerikaner seit dem Walker-Tarif von 1857 fest. Dies hatte tiefgreifende Auswirkungen für die kubanische Zucker und Tabakindustrie hinsichtlich ihrer Einfuhr in die Staaten. Als Präsident des Verbandes der Zigarrenhersteller Kuba, erörterte Garbade dem kubanischen Staatspräsidenten Mario García Menocal im Januar 1914 das Problem, und bestand auf 50 Prozent ihrer Exporte von Zigarren als Äquivalent in Kubas nächster Gegenseitigkeitsvereinbarung. Sein Drängen auf eine schnelle Lösung dieser Angelegenheit fand Gehör, war der President doch selber einer der größten Zuckerplantagen Besitzers der Insel.
Garbade war deutscher Staatsbürger und wurde deshalb 1916 in den Vereinigten Staaten als Kriegsgefangener erklärt, und in seinem Haus auf Mount Kisko, New York, bis 1918 unter Hausarrest gestellt. 1920 zog er nach Spanien und 1923 nach Luzern, wo er erfolgreich den Schweizer Pass beantragte.
Als Besitzer und Teilhaber von Plantagen und Firmen in Kuba verlor er einen großen Teil seines Vermögens 1960 durch die Kubanische Revolution. Er starb nur ein Jahr später. Garbade war viermal verheiratet. Aus seiner ersten Ehe mit Frau Graziella Aguirre del Monte (1879–1909) stammt sein erster Sohn Theodore Angel de la Caridad Garbade (1906–1985) Kaufmann und Großvater des deutschen Schauspielers Bernd Panzer (1967). In zweiter Ehe mit der Tochter des Unternehmers Emilio Heydrich, Aida Heydrich Cubero y Casals (1887–1920), hatte er zwei Söhne: Robert D. Garbade (1918–1983), Filmemacher (und erster Kameramann des Schweizer Fernsehens) und Bernhard Garbade (1917–) Direktor der Versicherungsgesellschaft „Zurich“, Philanthrop und Sponsor der Herstellung von Max Maag Kirchenorgeln. Bernhard Garbade war mit der Tochter des Regierungsrats von Genf Paul Lachenal verheiratet und Vater des Schweizer Künstlers Daniel Garbade.
Theodore Garbade starb 1961 im Alter von 87 Jahren. Er ist mit seiner letzten Frau Hildegard von Ohlen auf dem Friedhof Flims Waldhaus in der Schweiz begraben.